# .cancerresearch
Tên miền cấp cao nhất .cancerresearch, được tài trợ bởi Quỹ Nghiên cứu Ung thư Úc. Trọng tâm của.cancerresearch là tập hợp tin tức, thông tin và ý kiến hàng đầu về phòng ngừa, chẩn đoán, điều trị và chữa bệnh ung thư.
Vào ngày 15 tháng 5 năm 2014, ICANN và Quỹ Nghiên cứu Ung thư Úc đã ký kết Thỏa thuận đăng ký theo đó Quỹ Nghiên cứu Ung thư Úc điều hành miền cấp cao nhất.cancerresearch.